# Parodiolyra ramosissima
Parodiolyra ramosissima är en gräsart som först beskrevs av Carl Bernhard von Trinius, och fick sitt nu gällande namn av Thomas Robert Soderstrom och Fernando Omar Zuloaga. Parodiolyra ramosissima ingår i släktet Parodiolyra och familjen gräs. Inga underarter finns listade i Catalogue of Life.